# Andi Naude
Andi Naude (Regina, 10 januari 1996) is een Canadese freestyleskiester. Ze vertegenwoordigde haar vaderland op de Olympische Winterspelen 2018 in Pyeongchang.

## Carrière
Naude maakte haar wereldbekerdebuut in maart 2012 in Megève. In december 2012 scoorde ze met een vijfde plaats in Ruka haar eerste wereldbekerpunten. Tijdens de wereldkampioenschappen freestyleskiën 2013 in Voss eindigde de Canadese als zevende op het onderdeel dual moguls en als twaalfde op het onderdeel moguls.
Op de wereldkampioenschappen freestyleskiën 2015 in Kreischberg eindigde Naude als twaalfde op het onderdeel dual moguls en als 34e op het onderdeel moguls. In januari 2015 stond ze in Lake Placid voor de eerste maal in haar carrière op het podium van een wereldbekerwedstrijd. In de Spaanse Sierra Nevada nam de Canadese deel aan de wereldkampioenschappen freestyleskiën 2017. Op dit toernooi eindigde ze als negende op het onderdeel dual moguls en als dertiende op het onderdeel moguls. Tijdens de Olympische Winterspelen van 2018 in Pyeongchang eindigde Naude als zesde op het onderdeel moguls.

## Resultaten

### Olympische Winterspelen
| Jaar | Plaats      | Resultaten |
| ---- | ----------- | ---------- |
| 2018 | Pyeongchang | 6e Moguls  |

### Wereldkampioenschappen
| Jaar | Plaats        | Resultaten                 |
| ---- | ------------- | -------------------------- |
| 2013 | Voss          | 7e Dual Moguls 12e Moguls  |
| 2015 | Kreischberg   | 12e Dual Moguls 34e Moguls |
| 2017 | Sierra Nevada | 9e Dual Moguls 13e Moguls  |

### Wereldbeker
Eindklasseringen
| Seizoen   | Algm | MO  |
| --------- | ---- | --- |
| 2012/2013 | 56e  | 14e |
| 2013/2014 | 44e  | 7e  |
| 2014/2015 | 19e  | 5e  |
| 2015/2016 | 25e  | 5e  |
| 2016/2017 | 19e  | 4e  |
| 2017/2018 | 13e  | 4e  |